# Албоин
Вижте пояснителната страница за други личности с името Албоин.
Албоин (Alboin, * преди 526; † 28 юни 572 или 573 във Верона) е крал на лангобардите и основател на Лангобардското кралство в Италия. Син е на Аудоин и Роделинда. Той произхожда от фамилията на Гаузи, име за върховния бог Один.
Албоин наследява баща си Аудоин на трона между 560 и 565 г.

## Управление
- През 567 г., когато лангобардите заселяват в служба на римляните Драва и Дунав. В съюз с аварите на каган Баян Албоин побеждава гепидите, като убива техния крал Кунимунд.

- Не по-късно от 568 г. лангобардите приемат арианството[1] и настъпват в Италия. Почти цялото лангобардско население се измества.

- За кратко време лангобардите завоюват опустушената от готските войни на Юстиниан Италия, освен Рим, Равена и морските градове. В Чивидале дел Фриули (Cividale del Friuli) поставя племенника си Гизулф като dux. През 569 пада Верона и лангобардите напредват до Тренто, през 569 пада и Милано. В началото на 572 превземат след тригодишна обсада Павия. Градът става главно място на лангобардите. Лангобардите правят общо по-тежки опустошения от готите преди това. Готите се приспособяват относително бързо в структурите на Римската империя.

- В битката за Павия 572 с Албоин участват и прабългари с техните крале. (Павел Дякон, книга 2, капител 26) [2][3]

- Албоин се жени още преди идването му на трона за Chlodoswinth, дъщерята на краля на франките Хлотар I, която умира още (преди) 567 г. Следващият му брак е с Розамунда, дъщеря на убития от него крал на гепидите Кунимунд. През 572 г. (или може би през 573) е убит по поръчка на Розамунда.

## Памет
През 1962 г. в Италия се снима филм от Carlo Campogalliani, озаглавен „Албоин, краля на лангобардите“ (в оригинал „Rosmunda e Alboino“).